# Droga wojewódzka nr 742
Droga wojewódzka nr 742 (DW742) – droga wojewódzka w województwach łódzkim i świętokrzyskim o długości 89 km, łącząca DK12 i DK74 w Przygłowie z DK78 w Nagłowicach. Droga przebiega przez powiaty: piotrkowski, radomszczański i włoszczowski.

## Miejscowości leżące przy trasie DW742
- w województwie łódzkim: Włodzimierzów, Łęczno, Dorotów, Stobnica, Paskrzyn, Ręczno, Kolonia Ręczno, Zbyłowice, Bąkowa Góra, Dęba, Majstry, Wola Przedborska, Przedbórz (DK42)
- w województwie świętokrzyskim: Rączki, Dobromierz, Jeżowiec, Stanowiska, Pilczyca, Kluczewsko, Brzeście, Międzylesie, Włoszczowa (DW785, DW786), Nieznanowice, Przygradów, Błogoszów, Pawęzów, Oksa, Nagłowice.